# Le Fœil
Le Fœil [lə fœj] est une commune française située dans le département des Côtes-d'Armor en région Bretagne.

## Géographie
|                                         | Cohiniac, Saint-Donan  |              |
| Saint-Gildas, Le Vieux-Bourg, Le Leslay | Fœil                   | Plaine-Haute |
|                                         | Quintin, Saint-Brandan |              |

### Hydrographie
Pour un article plus général, voir Réseau hydrographique des Côtes-d'Armor.
La commune est située dans le bassin Loire-Bretagne. Elle est drainée par le Gouët, la Bronce, la Maudouve et le Crénan,,.
Le Gouët, d'une longueur de 47 km, prend sa source dans la commune du Haut-Corlay et se jette  dans la baie de Saint-Brieuc en limite de Plérin et de Saint-Brieuc, après avoir traversé 16 communes. 

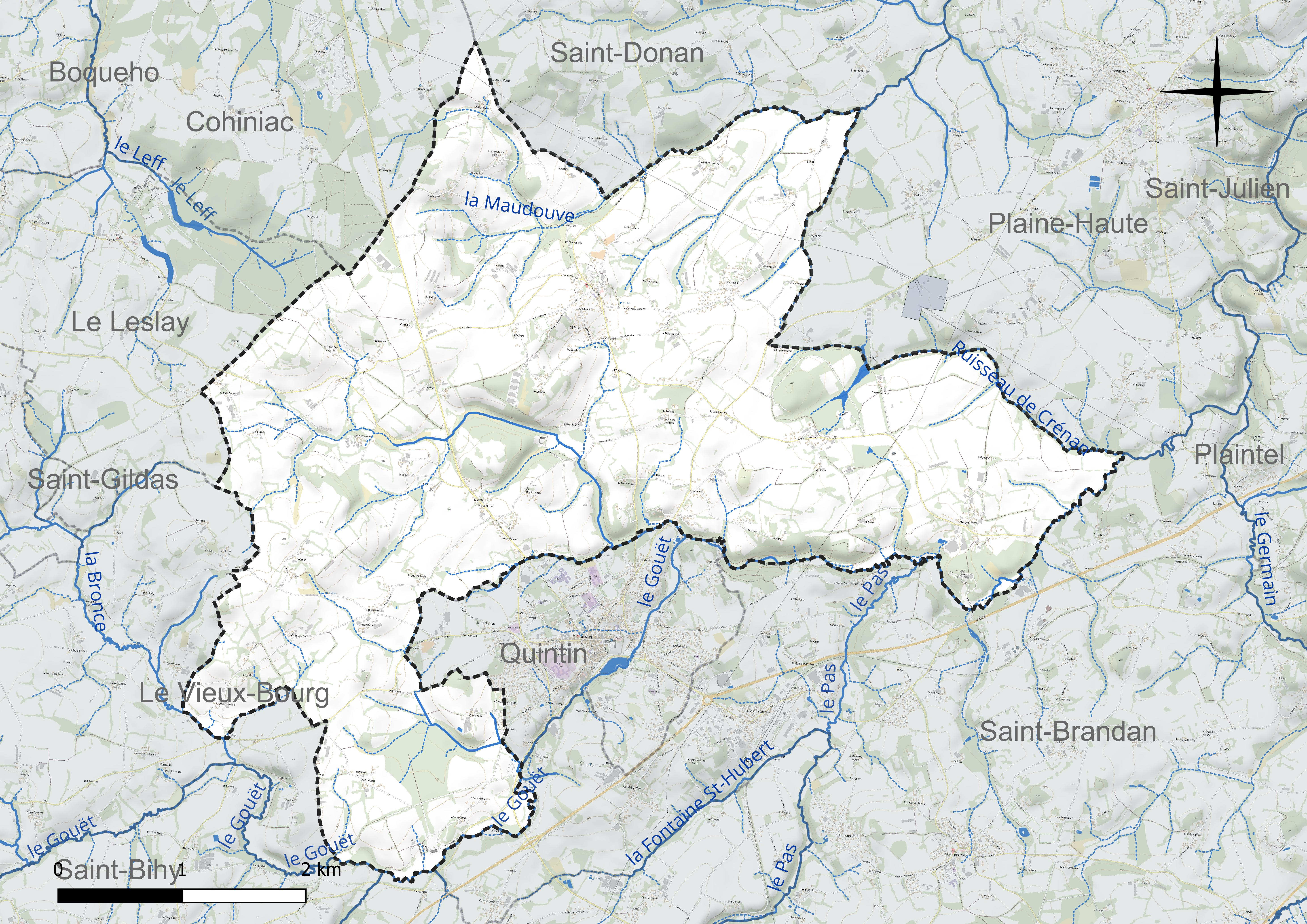
Réseau hydrographique du Foeil.

### Climat
Pour des articles plus généraux, voir Climat de la Bretagne et Climat des Côtes-d'Armor.
En 2010, le climat de la commune est de type climat océanique franc, selon une étude du Centre national de la recherche scientifique s'appuyant sur une série de données couvrant la période 1971-2000. En 2020, Météo-France publie une typologie des climats de la France métropolitaine dans laquelle la commune est exposée à un climat océanique et est dans la région climatique  Finistère nord, caractérisée par une pluviométrie élevée, des températures douces en hiver (6 °C), fraîches en été et des vents forts. Parallèlement l'observatoire de l'environnement en Bretagne publie en 2020 un zonage climatique de la région Bretagne, s'appuyant sur des données de Météo-France de 2009. La commune est, selon ce zonage, dans la zone « Intérieur  », exposée à un climat médian, à dominante océanique.  
Pour la période 1971-2000, la température annuelle moyenne est de 11 °C, avec  une amplitude thermique annuelle de 11,4 °C. Le cumul annuel moyen de précipitations est de 871 mm, avec 13,8 jours de précipitations en janvier et 7,1 jours en juillet. Pour la période 1991-2020, la température moyenne annuelle observée sur la station météorologique la plus proche, située sur la commune de Trémuson à 12 km à vol d'oiseau, est de 11,4 °C et le cumul annuel moyen de précipitations est de 757,3 mm,. Pour l'avenir, les paramètres climatiques de la commune estimés pour 2050 selon différents scénarios d'émission de gaz à effet de serre sont consultables sur un site dédié publié par Météo-France en novembre 2022.

## Urbanisme

### Typologie
Au 1er janvier 2024, Le Fœil est catégorisée commune rurale à habitat dispersé, selon la nouvelle grille communale de densité à 7 niveaux définie par l'Insee en 2022.
Elle est située hors unité urbaine. Par ailleurs la commune fait partie de l'aire d'attraction de Saint-Brieuc, dont elle est une commune de la couronne,. Cette aire, qui regroupe 51 communes, est catégorisée dans les aires de 200 000 à moins de 700 000 habitants,.

### Occupation des sols

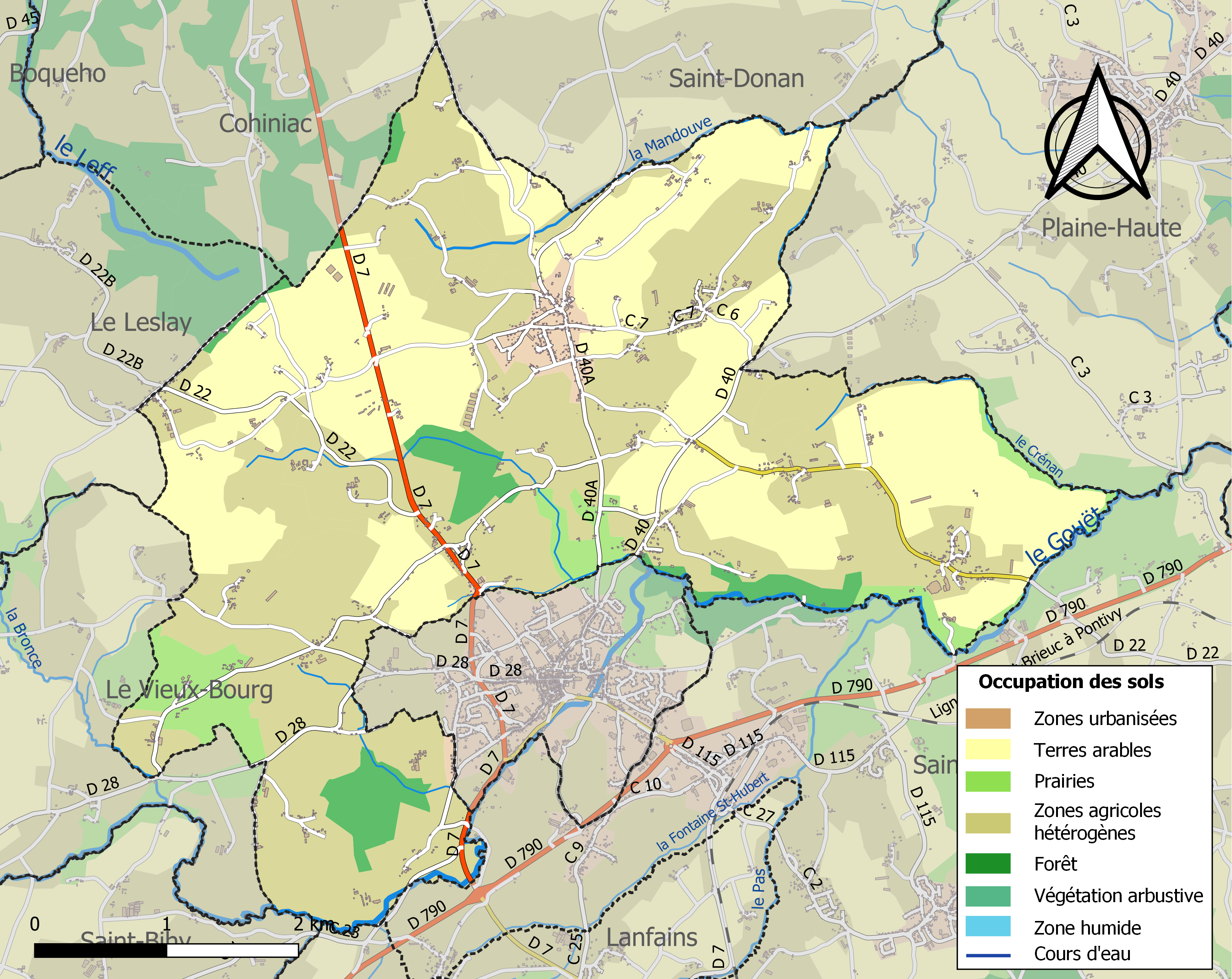
Carte des infrastructures et de l'occupation des sols de la commune en 2018 (CLC).

L'occupation des sols de la commune, telle qu'elle ressort de la base de données européenne d’occupation biophysique des sols Corine Land Cover (CLC), est marquée par l'importance des territoires agricoles (93,4 % en 2018), en diminution par rapport à 1990 (95,5 %). La répartition détaillée en 2018 est la suivante : 
zones agricoles hétérogènes (52,2 %), terres arables (36,2 %), prairies (5 %), forêts (4,5 %), zones urbanisées (2,1 %).
L'IGN met par ailleurs à disposition un outil en ligne permettant de comparer l’évolution dans le temps de l’occupation des sols de la commune (ou de territoires à des échelles différentes). Plusieurs époques sont accessibles sous forme de cartes ou photos aériennes : la carte de Cassini (XVIIIe siècle), la carte d'état-major (1820-1866) et la période actuelle (1950 à aujourd'hui).

## Toponymie
Le nom de la localité est attesté sous les formes Parrochia du Feill en 1443, Le Fail en 1449, 1450 et en 1514, Le Feilen 1468, treff paroeschial du Feill en 1499, treff du Fail vers 1535, Feill en 1536, Le Fail en 1569, Le Feil en 1572, Le Foeil en 1733, Le Fail en 1801 et Lefoeil en 1802.
Le Foeil vient de du vieux français fueil, « feuille ».

## Histoire

### LeXXesiècle

#### Les guerres duXXesiècle
Le monument aux morts porte les noms de 80 soldats morts pour la Patrie :
- 73 sont morts durant la Première Guerre mondiale ;
- 5 sont morts durant la Seconde Guerre mondiale ;
- 2 sont morts  durant la guerre d'Indochine.

## Politique et administration
| Période                                  | Période                   | Identité                   | Étiquette     | Qualité |
| ---------------------------------------- | ------------------------- | -------------------------- | ------------- | --- |
| Les données manquantes sont à compléter. |                           |                            |               | |
| ca. 1932                                 |                           | Paul de Robien (1897-1965) | URD           | Propriétaire Conseiller général de Quintin (1931 → 1937) Nommé membre de la Commission administrative départementale en 1941                           |
| 1944                                     | mai 1945                  | Émile Tachon               | SFIO          | |
| mai 1945                                 | mars 1971                 | Henri Le Cardinal          | SFIO puis PSU | Gendarme, ancien adjoint au maire |
| mars 1971                                | juin 1995                 | Joseph Hillion             | DVD           | Exploitant agricole |
| juin 1995                                | mars 2014                 | Loïc Le Noane              | PCF           | Technicien supérieur retraité 1er vice-président de la CC du Pays de Quintin (2001 → 2008) 3e vice-président de la CC du Pays de Quintin (2008 → 2014) |
| mars 2014                                | En cours (au 31 mai 2020) | Pascal Prido               | DVG           | Agriculteur Conseiller départemental de Plélo (2021 → ) 6e vice-président de Saint-Brieuc Armor Agglomération (2020 → ) Réélu pour le mandat 2020-2026 |

## Démographie
| 1793  | 1800  | 1806  | 1821  | 1831  | 1836  | 1841  | 1846  | 1851  |
| ----- | ----- | ----- | ----- | ----- | ----- | ----- | ----- | ----- |
| 2 400 | 3 300 | 1 917 | 2 063 | 2 485 | 2 400 | 2 164 | 2 010 | 1 920 |

| 1856  | 1861  | 1866  | 1872  | 1876  | 1881  | 1886  | 1891  | 1896  |
| ----- | ----- | ----- | ----- | ----- | ----- | ----- | ----- | ----- |
| 1 763 | 1 765 | 1 832 | 1 729 | 1 746 | 1 740 | 1 696 | 1 520 | 1 488 |

| 1901  | 1906  | 1911  | 1921  | 1926  | 1931  | 1936 | 1946 | 1954 |
| ----- | ----- | ----- | ----- | ----- | ----- | ---- | ---- | ---- |
| 1 375 | 1 358 | 1 264 | 1 069 | 1 051 | 1 026 | 991  | 988  | 989  |

| 1962 | 1968 | 1975 | 1982  | 1990  | 1999  | 2005  | 2006  | 2010  |
| ---- | ---- | ---- | ----- | ----- | ----- | ----- | ----- | ----- |
| 911  | 884  | 888  | 1 084 | 1 085 | 1 124 | 1 299 | 1 321 | 1 473 |

| 2015  | 2020  | 2022  | - | - | - | - | - | - |
| ----- | ----- | ----- | - | - | - | - | - | - |
| 1 454 | 1 403 | 1 382 | - | - | - | - | - | - |

## Jumelages
- Killavullen (en) (Irlande)

## Lieux et monuments
- le manoir de la Noë-Sèche,  Classé MH (1936)
- le château de Robien,  Inscrit MH (1946) ;
- le manoir du Guermain,  Inscrit MH (1964) ;
- les vestiges de l'ancien château de Crénan,  Classé MH (1969) ;
- L'église Notre-Dame.

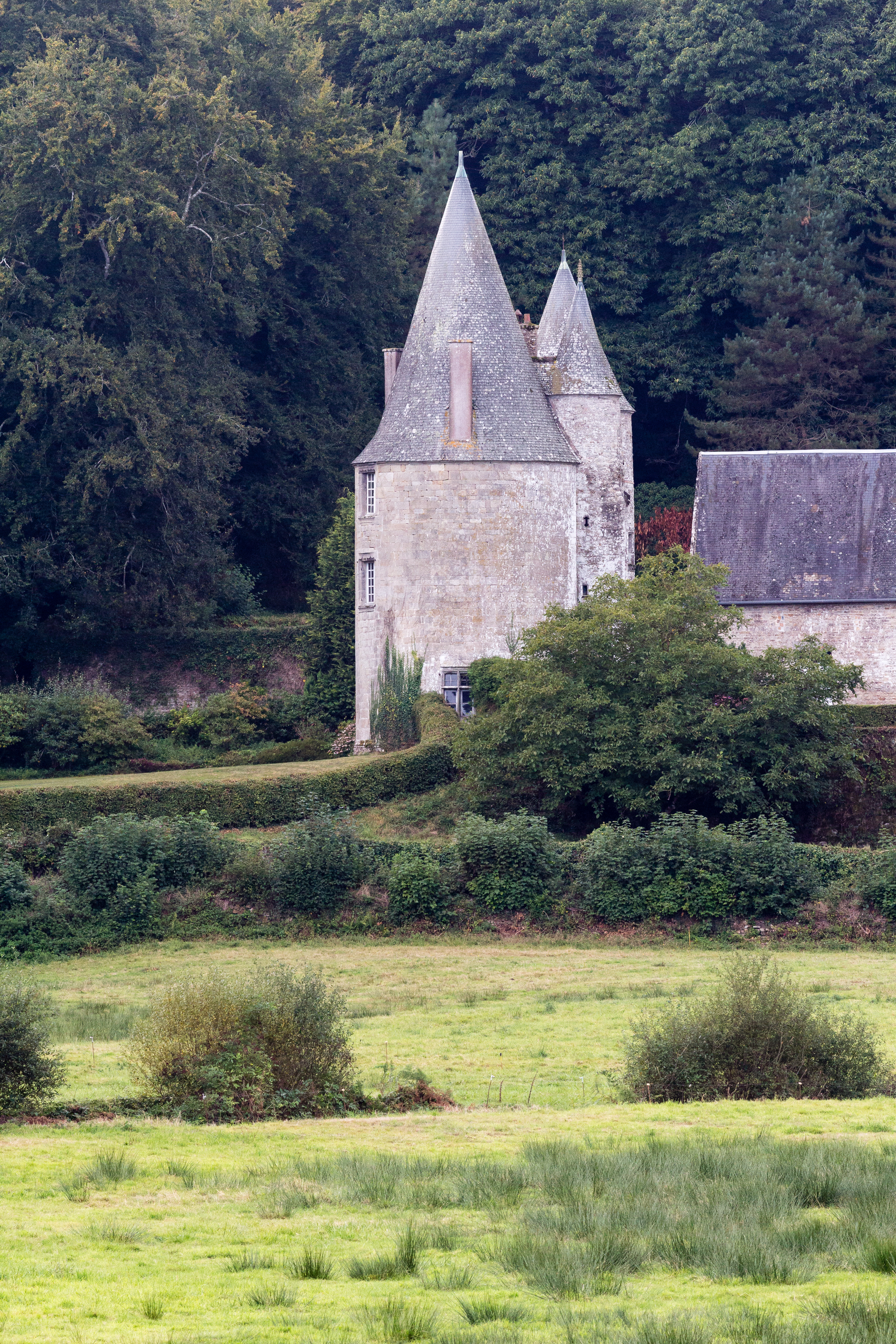
Manoir de la Noë-Sèche.
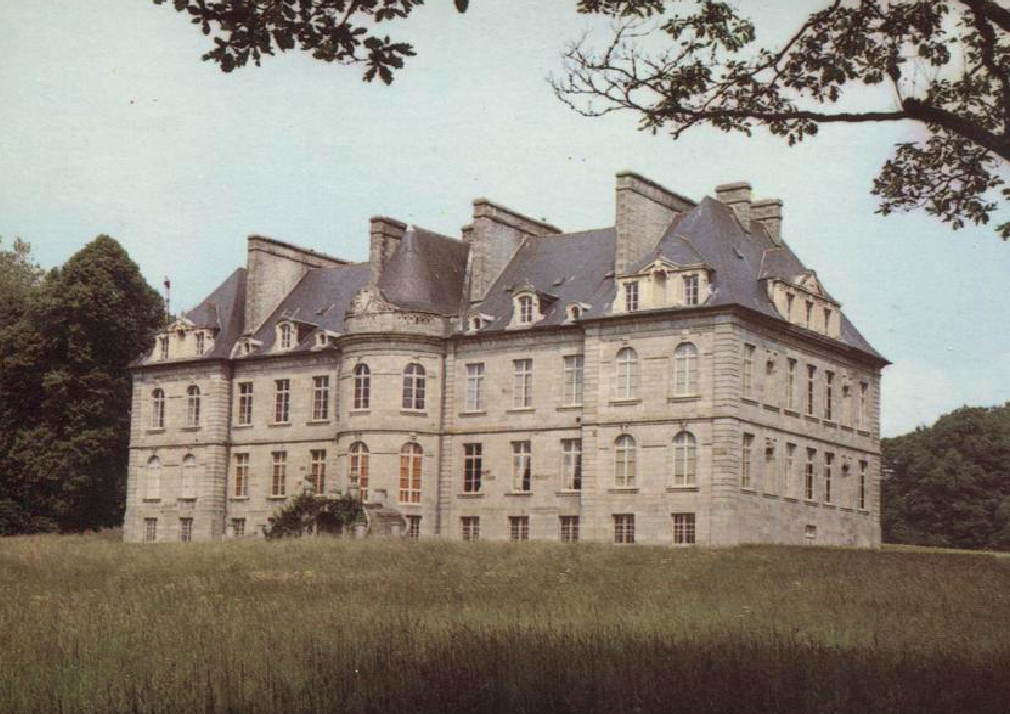
Château de Robien.
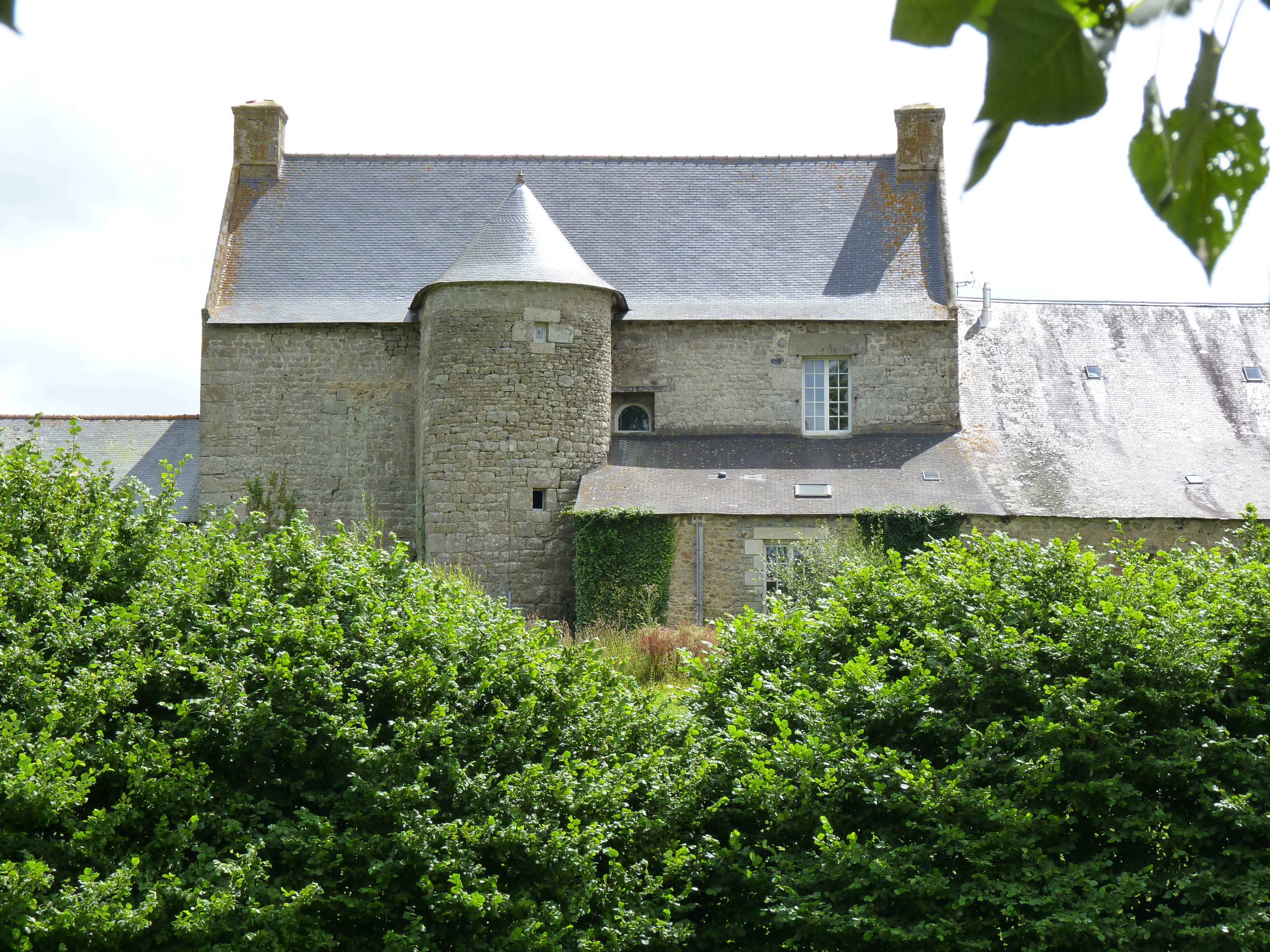
Manoir du Guermain.
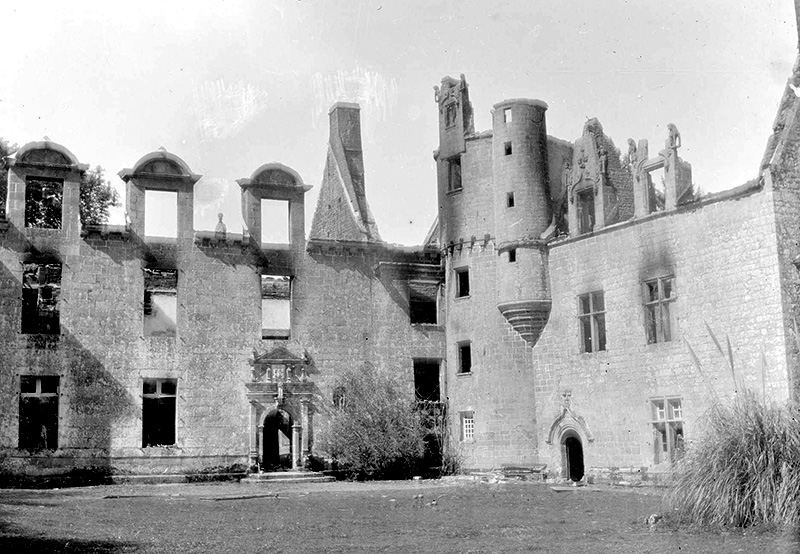
Château de Crénan.

## Personnalités liées à la commune
- Christophe-Paul de Robien dit le président de Robien (né le 4 novembre 1698 au château de Robien - 5 juin 1756 à Rennes), historien, naturaliste, collectionneur d'art et homme politique de Bretagne. La famille de Robien est attestée sur la commune du Fœil depuis 1212.
- Comte Guy de Robien, né le 30 novembre 1857 au château de Robien.